# Jüdische Gemeinde Oedheim
Eine jüdische Gemeinde in Oedheim, einer Gemeinde im Landkreis Heilbronn im nördlichen Baden-Württemberg, hat seit dem Ende des 17. Jahrhunderts bestanden. Die höchste Mitgliederzahl der jüdischen Gemeinde betrug um 1853 etwa 108 Personen.

## Geschichte
Juden wurden in Oedheim durch den Deutschen Orden, Besitzer des Dorfes, und die Freiherren Capler, Besitzer des Schlosses als württembergisches Lehen, ab dem späten 17. Jahrhundert aufgenommen und erhielten ab 1705 das Recht, Schule und Gottesdienst abzuhalten. Die von den Freiherren aufgenommenen Schutzjuden erbauten sich Häuser auf dem Grund des Schutzherren, wodurch 1737 bereits sechs jüdische Haushalte mit 42 Personen im Vorhof des Schlosses lebten, während der Deutsche Orden im Ort nur drei Schutzfamilien duldete. Die Zahl der jüdischen Familien erhöhte sich bis 1780 auf insgesamt 18 Familien. Nach dem Übergang zu Württemberg wurden 1806 insgesamt 84 Juden am Ort gezählt. Im März 1848 kam es zu Ausschreitungen gegen Juden. Im Jahr 1853 war mit 108 jüdischen Einwohnern ein Höchststand erreicht, danach nahm die Gemeinde durch Ab- und Auswanderung rasch ab. Nachdem der Gottesdienst zuvor in verschiedenen Häusern abgehalten worden war, erbaute die jüdische Gemeinde im Jahr 1864 eine eigene Synagoge.

## Nationalsozialistische Verfolgung
Im Jahr 1933 lebten noch 16 Juden am Ort, von denen elf auswandern konnten, während fünf Personen – Anna Mannheimer und vier Mitglieder der Familie Mergentheimer – nach der Deportation 1942 den Tod fanden. Beim Novemberpogrom 1938 wurde der Jüdische Friedhof Oedheim durch Sprengungen von SA-Leuten verwüstet. Eine noch im Ort lebende jüdische Familie wurde misshandelt, ihre Wohnung demoliert.
Das Gedenkbuch des Bundesarchivs verzeichnet 13 in Oedheim geborene jüdische Bürger, die dem Völkermord des nationalsozialistischen Regimes zum Opfer fielen.

## Bürgerliche Namen
Als alle Juden in Württemberg 1828 erbliche Familiennamen annehmen mussten, nahmen die Familienvorstände der Oedheimer Juden folgende Namen an: Kaufmann (4), Rosenstein (4), Mergentheimer (3), Strauß (2), Adler (1), Fröhlich (1), Gutmann (1), Herrmann (1), Mannheimer (1), Rothschild (1), Schulz (1), Seligmann (1), und Sterm (1).

## Gemeindeentwicklung
| Jahr | Gemeindemitglieder                           |
| ---- | -------------------------------------------- |
| 1729 | 2 Familien (Capler)                          |
| 1736 | 6 Familien (Capler)                          |
| 1737 | 42 Personen (Capler)                         |
| 1752 | 7 Familien (Dt. Orden)                       |
| 1780 | 9 Familien (Dt. Orden)/9 Familien (Capler)   |
| 1806 | 41 Personen (Dt. Orden)/43 Personen (Capler) |
| 1818 | 95 Personen                                  |
| 1854 | 108 Personen                                 |
| 1869 | 63 Personen                                  |
| 1900 | 38 Personen                                  |
| 1933 | 16 Personen                                  |